# Parathalestris ganio
Parathalestris ganio is een eenoogkreeftjessoort uit de familie van de Thalestridae. De wetenschappelijke naam van de soort is voor het eerst geldig gepubliceerd in 1938 door Brehm.